# Апшеронський національний парк
Апшеронський національний парк (азерб. Abşeron Milli Parkı) — створений в 2005 році на базі Абшеронського державного заказника, на територій Азізбекского району міста Баку. Загальна площа парку становить 783 га (7.83 км²).

## Мета створення
Створений для збереження мешкають на цій території джейранів, каспійських тюленів і водоплавних птахів.

## Флора та Фауна
На сухій території мешкають джейрани, шакали, лисиці, борсукі, зайці, у водах Каспійського моря тюлені та риби, птиці мартин сріблястий, лебідь-шипун, лисуха, шилохвіст, кряква, велика біла чапля, лунь очеретяний та інші перелітні птахи. Тварини та птахи, занесені в Червону книгу Азербайджану і мешкають на території Ширванського національного парку, зустрічаються і в Апшеронському національному парку.
Флора парку включає 1900 видів, включно 162 ендемічних, 95 рідкісних, 38 вимираючих видів.